# Валентьен, Альберт
Альберт Роберт Валентьен (11 мая 1862, Цинциннати, Огайо — 4 августа 1925, Сан-Диего, Калифорния) — американский живописец, ботаник и художник по керамике. Наиболее известен своей работой в качестве главного декоратора керамики в компании Rookwood Pottery, а также своими акварельными картинами на ботанические темы. В 1908 году принял заказ от филантропа Эллен Браунинг Скриппс на иллюстрацию ботанического разнообразия Калифорнии. В течение следующих десяти лет он создал около 1200 акварельных «портретов растений» местных калифорнийских полевых цветов, трав, папоротников и деревьев.

## Биография

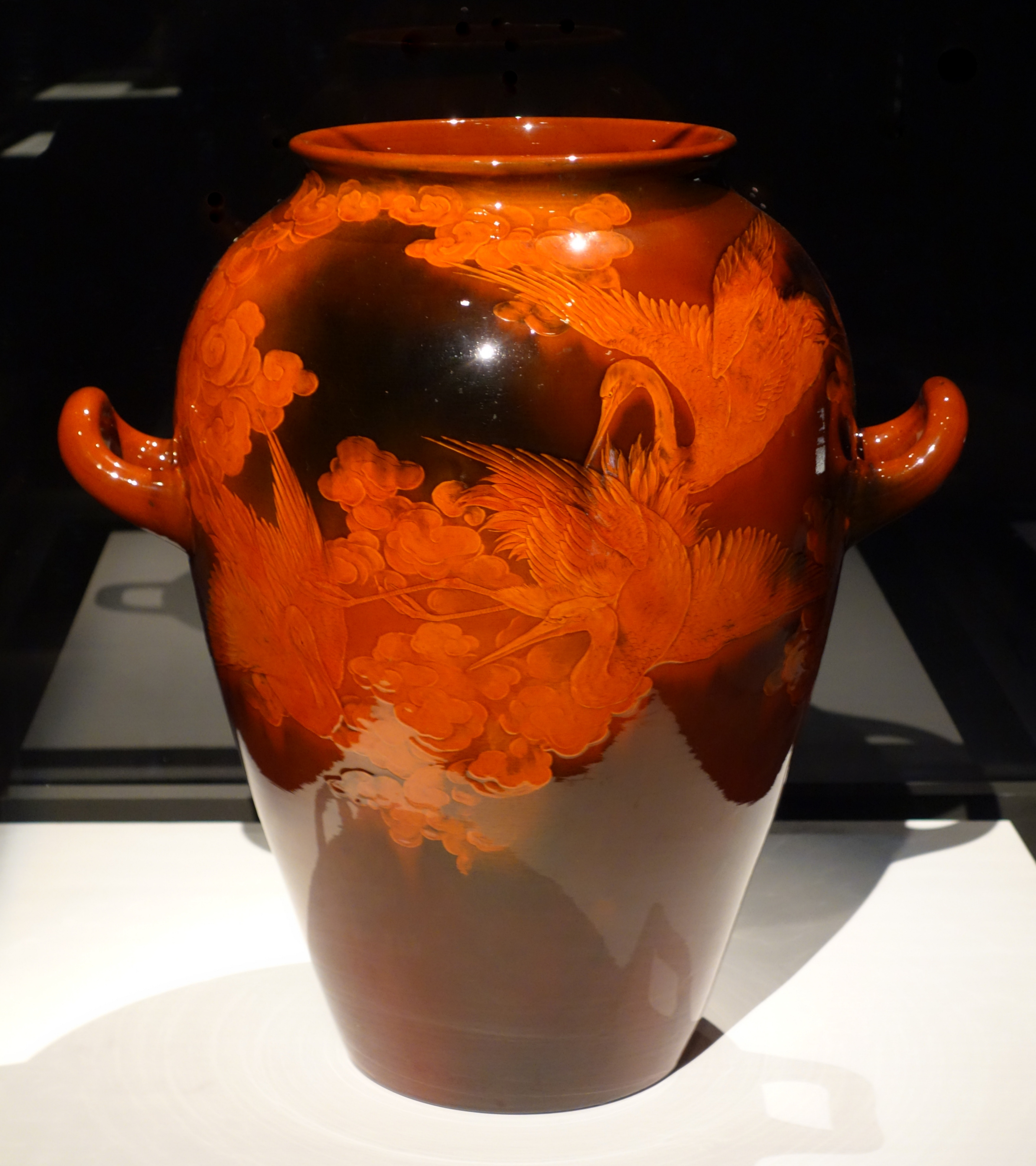
Ваза работы Альберта Роберта Валентьена, для Rookwood Pottery Company, 1893 г., коллекция Художественного музея Цинциннати

Валентьен родился 11 мая 1862 года в Цинциннати, в семье Анны Мари Вольтер и Фредерика Валентайна. Изучал искусство в Школе дизайна Университета Цинциннати (позднее Художественная академия Цинциннати), работая с Томасом С. Ноблом и Фрэнком Дювенеком. Вместе с сокурсником Джоном Реттигом Валентьен изучал декорирование фарфора, обучаясь подглазурной росписи у Т(хомаса) Дж. Уитли.
В 1887 году он женился на художнице Анне Мари Букпринтер (урождённой Бухдрукер).

### Rookwood
В 1884 году он присоединился к компании Rookwood Pottery Company и следующие двадцать лет возглавлял отдел художественного оформления керамики..
В 1903 году Валентьены посетили Южную Калифорнию, остановившись на несколько месяцев у брата Анны в Дулзуре, небольшом поселке к юго-востоку от Сан-Диего. Во время этого визита Валентьен создал 135 картин с изображением калифорнийских полевых цветов и выставил коллекцию в Государственной нормальной школе в Сан-Диего (ныне Университет штата Калифорния в Сан-Диего).
Уволившись из компании Rookwood в 1905 году, Валентьены переехали в Сан-Диего в 1908 году.

### Флора Калифорнии

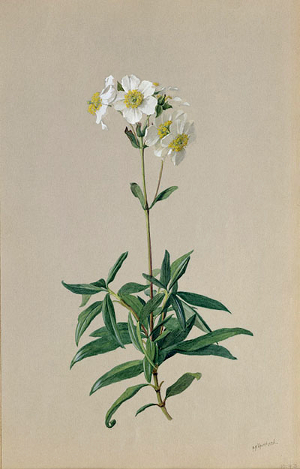
«Carpenteria californica (Tree anemone)» (ок. 1908—1918 гг.), коллекция Валентьена, Музей естественной истории Сан-Диего

Эллен Браунинг Скриппс заказала Валентину серию иллюстраций калифорнийских полевых цветов, намереваясь издать сборник флоры Калифорнии. Валентьен работал над проектом в течение десяти лет, и круг ботанических объектов расширялся, охватывая местные травы, папоротники и деревья. В конечном итоге Скриппс решила не публиковать флору. В 1933 году она передала большинство его картин из своей коллекции, всего 1094, в Музей естественной истории Сан-Диего..
Альберт Роберт Валентьен умер 5 августа 1925 года в Сан-Диего.

### Коллекции
Картины и работы по керамике Валентьена представлены в коллекциях Музея естественной истории Сан-Диего, Художественного музея Цинциннати, Калифорнийской государственной библиотеки, Музея искусств округа Лос-Анджелес (LACMA) и в частных коллекциях.